# Pristimantis angustilineatus
Pristimantis angustilineatus es una especie de anfibio anuro de la familia Craugastoridae. Esta especie es endémica de Colombia. Se encuentra en los departamentos de Chocó, de Risaralda y de Valle del Cauca entre los 1 880 y los 2 500 m s. n. m. de altitud en la Cordillera Occidental (Colombia). Los machos miden de 15,8 a 20,4 mm y las hembras de 20,8 a 24,8 20,4 mm.

## Publicación original
- Lynch, 1998 : New species of Eleutherodactylus from the Cordillera Occidental of western Colombia with a synopsis of the distributions of species in western Colombia. Revista de la Academia Colombiana de Ciencias Exactas Físicas #\<prn\> Naturales, vuelo. 22, no 82, p. 117-148 (texto completo).